# Piłkarski Turniej na Cyprze 2004
Piłkarski Turniej na Cyprze 2004 – turniej piłkarski na Cyprze zorganizowano po raz ósmy w 2004 roku. Uczestniczyły w nim osiem reprezentacji: gospodarzy, Białorusi, Łotwy, Kazachstanu, Rumunii, Gruzji, Armenii i Węgier.

## Ćwierćfinały
| 18 lutego Achnas |  | Cypr | 0 | - | 2 (0-0) | Białoruś |

| 18 lutego Larnaka Cypr |  | Rumunia | 3 | - | 0 (1-0) | Gruzja |

| 18 lutego Larnaka Cypr |  | Łotwa | 3 | - | 1 (2-1) | Kazachstan |

| 18 lutego Pafos Cypr |  | Węgry | 2 | - | 0 (0-0) | Armenia |

## Półfinały

### Półfinały o miejsca 5-8
| 19 lutego Nikozja |  | Cypr | 3 | - | 1 (1-0) | Gruzja |

| 19 lutego Pafos Cypr |  | Kazachstan | 3 | - | 3, karne: 3:2 (3-3, 0-0) | Armenia |

### Półfinały o miejsca 1-4
| 19 lutego Nikozja Cypr |  | Rumunia | 2 | - | 0 (1-0) | Białoruś |

| 19 lutego Limassol Cypr |  | Węgry | 2 | - | 1 (0-0) | Łotwa |

## Mecz o siódme miejsce
| 21 lutego Nikozja Cypr |  | Armenia | 2 | - | 0 (1-0) | Gruzja |

## Mecz o piąte miejsce
| 21 lutego Limassol |  | Cypr | 2 | - | 1 (2-0) | Kazachstan |

## Mecz o trzecie miejsce
| 21 lutego Larnaka Cypr |  | Białoruś | 4 | - | 1 (1-1) | Łotwa |

## Finał
| 21 lutego Nikozja Cypr |  | Rumunia | 3 | - | 0 (1-0) | Węgry |

Zwycięzcą piłkarskiego turnieju na Cyprze 2004 została reprezentacja Rumunii.